# Эосте
Э́осте (эст. Eoste) — деревня в волости Пылва уезда Пылвамаа, Эстония.

## География и описание
Расположена в 4  км к югу от волостного и уездного центра — города Пылва. Высота над уровнем моря — 54 метра.  
Климат умеренный. Официальный язык — эстонский. Почтовый индекс — 63206.

## Население
По данным переписи населения 2021 года, в Эосте насчитывалось 62 жителя, все — эстонцы.
По данным переписи населения 2011 года в деревне проживали 57 человек, также все — эстонцы.
Численность населения деревни Эосте по данным переписей населения:
| Год  | 1959 | 1970 | 1979 | 1989 | 2000 | 2011 | 2021 |
| ---- | ---- | ---- | ---- | ---- | ---- | ---- | ---- |
| Чел. | 72   | ↗ 97 | ↘ 75 | ↘ 59 | ↗ 71 | ↘ 57 | ↗ 62 |

## История
В источниках 1638 года упоминается Itzkulla, примерно 1685 года — Iddusta kÿlla, 1757 года — Eosth, 1798 года — Iddust.
Эосте — это старинная деревня, в начале XIX века отошедшая мызе Клейн-Кирумпя-Койкюль (нем. Klein-Kirrumpäh-Koiküll, Тимо, эст. Timo mõis). Состоит из трёх частей: Кахуотс (эст. Kahuots), Лепякурм (эст. Lepäkurm) и Плакиотс (эст. Plakiots). Северо-восточная часть деревни носит название Китсыруусуу (эст. Kitsõruusuu) и в своё время считалась самостоятельной деревней.
В советское время на территории деревни был установлен памятник советскому партизану Лембиту Синиору (Lembit Sinioru) с надписью «Здесь 2.09.1943 завершился боевой путь партизана Лембита Синиору в Великой Отечественной войне». В протоколе от 30 ноября 2022 года рабочая группа по советским памятникам при Госканцелярии Эстонии признала памятник «красным монументом», подлежащим удалению из общественного пространства. Памятник были ликвидирован в 2023 году (см. Список советских военных памятников Эстонии).